# 三羟甲基硝基甲烷
三羟甲基硝基甲烷，分子式C4H9NO5。

## 性质
从苯与乙酸乙酯混合液中析出白色结晶。易溶于水、醇，微溶于苯和其他烃类。0.1M水溶液的pH＝4.5。高温分解。有毒，对皮肤和眼部有刺激作用。

## 制备
硝基甲烷与三分子甲醛在氢氧化钠存在下缩合，再用离子交换树脂净化，并经喷雾干燥，制得成品。
{\displaystyle \ CH_{3}NO_{2}+3HCHO\rightarrow O_{2}NC(CH_{2}OH)_{3}}

## 用途
用作非生物体用杀菌消毒剂。也用于制取缓冲液Tris。